# O nosaté princezně
O nosaté princezně je český televizní film z roku 1966 – pohádka na lidové motivy o kuchaři Vaškovi a třech sudičkách.

## Obsazení
| Jana Drbohlavová  | nosatá princezna |
| Jiří Zahajský     | princ            |
| Jan Teplý         | kuchař Vašek     |
| Jarmila Švabíková |                  |